# Nankai Electric Railway
Nankai Electric Railway (南海電気鉄道株式会社 Nankai Denki Tetsudō Kabushiki-gaisha?)  är ett järnvägsbolag i Japan med huvudkontor i Osaka. Företaget har 2 635 anställda.

## Järnvägsnät
Nankais område täcker Osaka prefektur och Wakayama prefektur..
Totalt har nätet 95 mil järnvägslinjer för passagerartrafik och 98 stationer (2023).